# Jambrina
Jambrina település Spanyolországban,  Zamora tartományban. Jambrina Peleas de Abajo, Casaseca de las Chanas, Gema, El Piñero, Fuentespreadas és Santa Clara de Avedillo községekkel határos. Lakosainak száma 149 fő (2024).

## Népesség
A település népessége az utóbbi években az alábbiak szerint változott:
| Lakosok száma | 254  | 221  | 218  | 215  | 197  | 181  | 170  | 159  | 145  | 149  |
|               | 2001 | 2004 | 2007 | 2009 | 2012 | 2014 | 2017 | 2019 | 2022 | 2024 |